# Pass gut auf ihn auf!
Pass gut auf ihn auf! ist ein deutscher Fernsehfilm aus dem Jahr 2013, der unter der Regie von Johannes Fabrick entstand. Das Drama basiert auf einem Drehbuch von Britta Stöckle und wurde von der Hager Moss Film für das ZDF produziert. In den Hauptrollen sind Julia Koschitz als Miriam, Barbara Auer als Lene und Filip Peeters als Ingmar zu sehen. Der Film thematisiert die komplexen Beziehungen zwischen einer jungen Mutter, ihrem Partner und dessen Ex-Frau vor dem Hintergrund einer lebensbedrohlichen Krebserkrankung.

## Handlung
Der Fernsehfilm Pass gut auf ihn auf! erzählt die Geschichte der jungen Mutter Miriam, die erfährt, dass sie an unheilbarem Bauchspeicheldrüsenkrebs erkrankt ist. Miriam lebt mit ihrem Partner Ingmar und ihren gemeinsamen Zwillingen zusammen, nachdem Ingmar für sie seine erste Frau Lene und deren drei Kinder verlassen hat. Angesichts ihrer tödlichen Diagnose beschließt Miriam zunächst, die Nachricht für sich zu behalten. Sie beginnt jedoch, sich Sorgen um die Zukunft ihrer Kinder zu machen, da sie Ingmar nicht zutraut, allein für sie zu sorgen. In ihrer Verzweiflung wendet sich Miriam an Lene, Ingmars Ex-Frau, die als Pfarrerin arbeitet. Miriam bittet Lene, sich nach ihrem Tod um die Kinder zu kümmern, was zu einer komplexen Situation zwischen den beiden Frauen führt. Im Verlauf der Handlung nähern sich Miriam und Lene einander an, wobei Themen wie Schuld, Vergebung und die Sorge um das Wohl der Kinder in den Vordergrund rücken. Miriam versucht, Ingmar und Lene wieder zusammenzubringen, um für ihre Kinder eine stabile Zukunft zu sichern. Die Geschichte entwickelt sich zu einem emotionalen Drama, das die Beziehungen zwischen den Charakteren, insbesondere zwischen den beiden Frauen, in den Mittelpunkt stellt.

## Besetzung

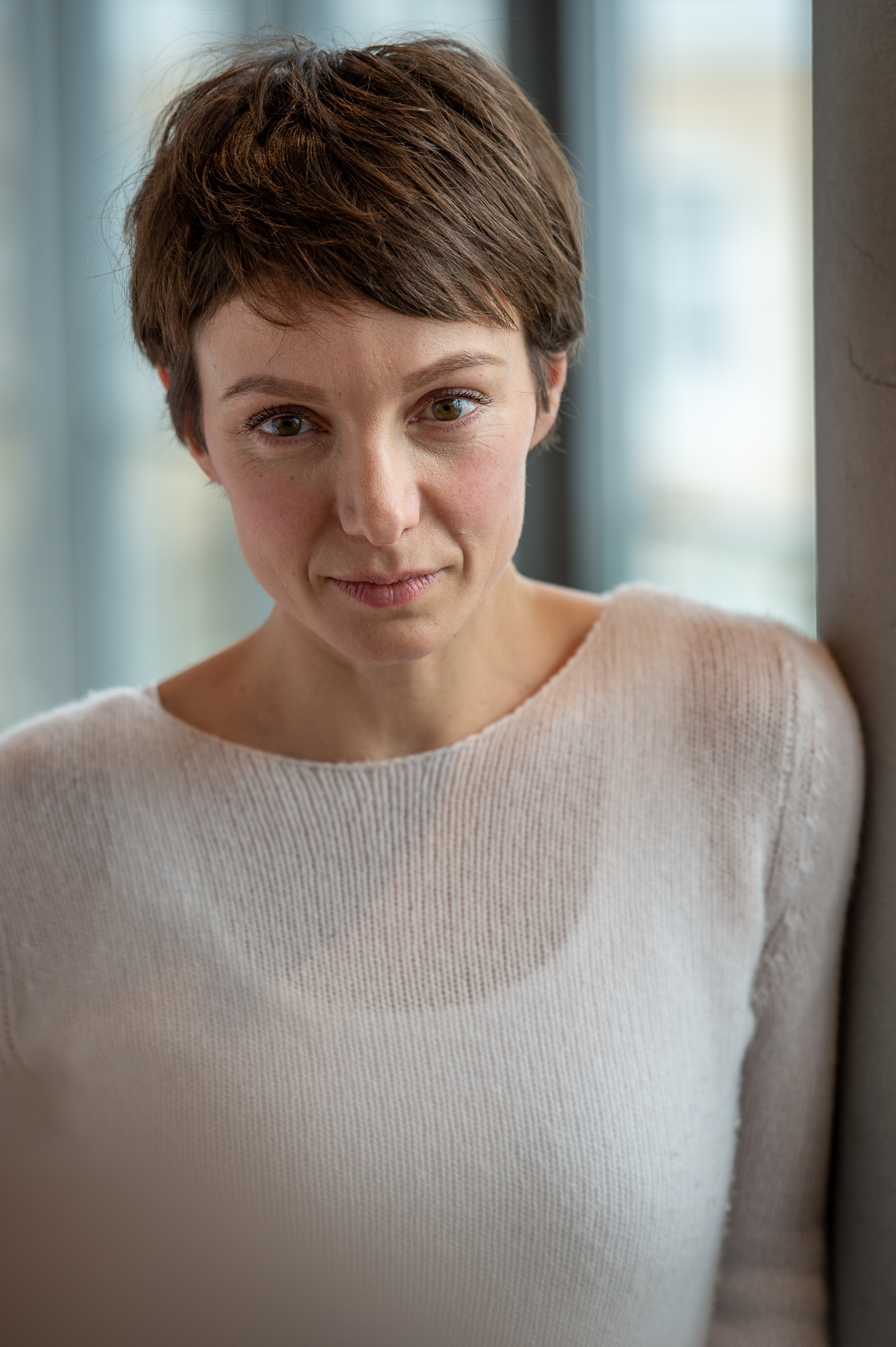
Hauptdarstellerin Julia Koschitz (2019)

In dem deutschen Fernsehfilm Pass gut auf ihn auf! aus dem Jahr 2013 übernahm Julia Koschitz die Hauptrolle der Miriam. Für ihre darstellerische Leistung wurde Koschitz mit dem Bayerischen Fernsehpreis als „Beste Schauspielerin“ in der Kategorie Fernsehfilm ausgezeichnet. Barbara Auer verkörperte die Figur der Lene, während Filip Peeters die Rolle des Ingmar spielte. In weiteren Rollen waren Martin Umbach als Dr. Ullrich und Patrick Geller als Jasper zu sehen. Leslie-Vanessa Lill übernahm die Rolle der Wiebke. Die Zwillinge Mily und Sophia Klose sowie Andreas und Kilian Hupfauer stellten die Kinder dar. Zum Ensemble gehörten außerdem Felix Klare als Mann im Rollstuhl sowie Georg Stephan, Ingrid Capelle, Thorsten Krohn und Aske Riemann in nicht näher spezifizierten Nebenrollen.

## Produktion und Ausstrahlung
Die Dreharbeiten für den ZDF-Fernsehfilm "Pass gut auf ihn auf!" begannen am 30. Mai 2012 in München und an der dänischen Ostsee. Regie führte Johannes Fabrick nach einem Drehbuch von Britta Stöckle. Produziert wurde der Film von der Hager Moss Film in München, mit Kirsten Hager als Produzentin. Die Dreharbeiten waren ursprünglich bis zum 6. Juli 2012 geplant. Für die Redaktion im ZDF war Pit Rampelt verantwortlich. Der Film wurde als ZDF-Auftragsproduktion realisiert.
Die Erstausstrahlung erfolgte am 2. Dezember 2013 im ZDF zur Hauptsendezeit um 20:15 Uhr. Später wurde der Film auch auf 3sat gezeigt. Im Jahr 2016 war Pass gut auf ihn auf! auch international unter dem englischen Titel A Mother’s Wish im Programmangebot der ZDF Studios verfügbar.

## Rezeption
Der Filmkritiker Rainer Tittelbach lobte auf Tittelbach.tv die Konzentration des Films Pass gut auf ihn auf! auf „das Wesentliche, die innere Psychologie des Konflikts“ und hob die „tief berührende[n] Szene[n]“ hervor. Besonders die schauspielerischen Leistungen der Hauptdarstellerinnen Julia Koschitz und Barbara Auer fanden Anerkennung. Tittelbach beschrieb ihre Besetzung als „glückliches Händchen“ der Produktion und betonte die perfekte Harmonie zwischen den beiden Schauspielerinnen. Die Regiearbeit von Johannes Fabrick wurde ebenfalls positiv hervorgehoben, insbesondere sein Erzählstil und die Bildgestaltung.

## Auszeichnungen
Die Produktion wurde 2013 beim Filmfest München mit dem Bernd-Burgemeister-Preis sowie bei den Biberacher Filmfestspielen mit dem Fernsehbiber ausgezeichnet.
International wurde der Film beim Festival international de programmes audiovisuels (FIPA) in Biarritz mit dem Fipa d’Or ausgezeichnet. Zudem erhielt der Film die Auszeichnungen „Bester Fernsehfilm“ und den „Prix SIGNIS“ sowie Julia Koschitz die Auszeichnung „Beste Schauspielerin“ beim Festival de Télévision de Monte-Carlo 2014.
Bei der Grimme-Preis-Verleihung 2014 erhielt Julia Koschitz eine Spezial-Nominierung für ihre schauspielerische Leistung in Pass gut auf ihn auf!. Darüber hinaus wurde ihr der Bayerische Fernsehpreis 2014 als beste Schauspielerin in der Kategorie Fernsehfilm für ihre Rolle in diesem Film verliehen. Im selben Jahr wurde Julia Koschitz in Berlin mit dem Deutschen Schauspielerpreis 2014 als „Beste Schauspielerin in einer Hauptrolle“ ausgezeichnet.

## Einordnung des Films im Werk der Hauptdarstellerin
In dem Drama Pass gut auf ihn auf! verkörpert Koschitz die Hauptrolle der todkranken Miriam, eine Darstellung, die ihr breite Anerkennung einbrachte. Für ihre schauspielerische Leistung in diesem Film wurde Koschitz mit dem Bayerischen Fernsehpreis als „Beste Schauspielerin“ in der Kategorie Fernsehfilm ausgezeichnet. Die Jury lobte dabei insbesondere die Nuancen und Transparenz ihres Spiels, die es ihr ermöglichten, die Zuschauer tief zu berühren und zu erschüttern. Diese Rolle fügt sich in eine Reihe von anspruchsvollen Charakterdarstellungen ein, die Koschitz’ Fähigkeit unterstreichen, komplexe emotionale Zustände authentisch zu vermitteln. Der Film, bei dem Johannes Fabrick Regie führte, bot Koschitz die Gelegenheit, ihre schauspielerische Bandbreite in einer emotional fordernden Rolle unter Beweis zu stellen. Die intensive Vorbereitung auf die Rolle, die sich über drei Monate erstreckte, verdeutlicht Koschitz’ professionellen Ansatz und ihre Bereitschaft, sich tiefgreifend mit schwierigen Themen auseinanderzusetzen.